# V.League 1 2017
Die V.League 1 2017 war die 34. Spielzeit der höchsten vietnamesischen Fußballliga seit ihrer Gründung im Jahr 1980. Die Saison begann am 7. Januar und endete am 25. November 2017. Titelverteidiger war der Hà Nội FC.

## Modus
Die Vereine spielten ein Doppelrundenturnier aus, womit sich insgesamt 26 Spiele pro Mannschaft ergaben. Es wurde nach der 3-Punkte-Regel gespielt (drei Punkte pro Sieg, ein Punkt pro Unentschieden). Die Tabelle wurde nach den folgenden Kriterien bestimmt:
1. Anzahl der erzielten Punkte
2. Anzahl der erzielten Punkte im direkten Vergleich
3. Tordifferenz im direkten Vergleich
4. Anzahl Tore im direkten Vergleich
5. Tordifferenz aus allen Spielen
6. Anzahl Tore in allen Spielen

Am Ende der Saison sollte sich die punktbeste Mannschaft für die zweite Qualifikationsrunde der AFC Champions League 2018 qualifizieren. Da der Meister aber keine Lizenz erhielt, rückte der Ligazweite nach. Zusätzlich nahm der Sieger des Vietnamese Cups an der Gruppenphase des AFC Cup 2018 teil. Der Verein mit den wenigsten Punkten stieg in die zweitklassige V.League 2 ab.

## Teilnehmer
Der Hồ Chí Minh City FC kehrte nach siebenjähriger Abstinenz als Meister der V.League 2 2016 wieder zurück in die V.League 1. Der Long An FC setzte sich durch einen 1:0-Sieg nach Verlängerung im Relegationsspiel gegen den Viettel FC durch und schaffte so den Klassenerhalt.
Der Aufsteiger ersetzte den letztplatzierten Verein der Saison 2016, den FC Đồng Tháp. Der Verein musste nach zwei Jahren in der V.League 1 wieder in die V.League 2 zurück.
| Verein              | Beheimatet in, Provinz  | Stadion            |
| ------------------- | ----------------------- | ------------------ |
| Becamex Bình Dương  | Thủ Dầu Một, Bình Dương | Gò-Đậu-Stadion     |
| FC Thanh Hóa        | Thanh Hóa, Thanh Hóa    | Thanh Hóa Stadium  |
| Hà Nội FC           | Hanoi                   | Hàng Đẫy Stadium   |
| Hải Phòng FC        | Hải Phòng               | Lạch Tray Stadium  |
| Hồ Chí Minh City FC | Ho-Chi-Minh-Stadt       | Thống Nhất Stadium |
| Hoàng Anh Gia Lai   | Pleiku, Gia Lai         | Pleiku Stadium     |
| Long An FC          | Tân An, Long An         | Long An Stadium    |
| Quảng Nam FC        | Tam Kỳ, Quảng Nam       | Tam Kỳ Stadium     |
| Sanna Khánh Hòa     | Nha Trang, Khánh Hòa    | Nha Trang Stadium  |
| Sài Gòn FC          | Ho-Chi-Minh-Stadt       | Thống Nhất Stadium |
| SHB Đà Nẵng         | Đà Nẵng                 | Chi Lăng Stadium   |
| Sông Lam Nghệ An    | Vinh, Nghệ An           | Vinh Stadium       |
| Than Quảng Ninh FC  | Cẩm Phả, Quảng Ninh     | Cẩm Phả Stadium    |
| Cần Thơ FC          | Cần Thơ                 | Cần Thơ Stadium    |

## Abschlusstabelle
| Pl. | Verein                  | Sp. | S  | U  | N  | Tore    | Diff. | Punkte |
| --- | ----------------------- | --- | -- | -- | -- | ------- | ----- | ------ |
| 1.  | Quảng Nam FC            | 26  | 13 | 9  | 4  | 046:320 | +14   | 48     |
| 2.  | FC Thanh Hóa            | 26  | 13 | 9  | 4  | 044:290 | +15   | 48     |
| 3.  | Hà Nội FC (M)           | 26  | 12 | 10 | 4  | 054:310 | +23   | 46     |
| 4.  | Than Quảng Ninh FC (P)  | 26  | 12 | 7  | 7  | 042:340 | +8    | 43     |
| 5.  | Sài Gòn FC              | 26  | 11 | 10 | 5  | 040:290 | +11   | 43     |
| 6.  | Sanna Khánh Hòa         | 26  | 11 | 8  | 7  | 038:370 | +1    | 41     |
| 7.  | Hải Phòng FC            | 26  | 11 | 5  | 10 | 035:330 | +2    | 38     |
| 8.  | Sông Lam Nghệ An        | 26  | 8  | 10 | 8  | 036:360 | ±0    | 34     |
| 9.  | SHB Đà Nẵng             | 26  | 8  | 9  | 9  | 036:340 | +2    | 33     |
| 10. | Hoàng Anh Gia Lai       | 26  | 9  | 3  | 14 | 034:430 | −9    | 30     |
| 11. | Becamex Bình Dương      | 26  | 6  | 12 | 8  | 034:300 | +4    | 30     |
| 12. | Hồ Chí Minh City FC (N) | 26  | 6  | 7  | 13 | 029:460 | −17   | 25     |
| 13. | Cần Thơ FC              | 26  | 5  | 7  | 14 | 032:500 | −18   | 22     |
| 14. | Long An FC (R)          | 26  | 2  | 4  | 20 | 030:660 | −36   | 10     |

| Zum Saisonende 2017: |
| Vietnamesischer Meister Teilnahme an der zweiten Qualifikationsrunde der AFC Champions League 2018 Pokalsieger und Teilnahme an der Gruppenphase des AFC Cup 2018 Abstieg in die V.League 2 2018 |

| Zum Saisonende 2016: |                                                         |
| (M)                  | Amtierender Meister: Hà Nội T&T                         |
| (P)                  | Amtierender Pokalsieger: Than Quảng Ninh                |
| (R)                  | Gewinner der Relegationsspiele: Long An FC              |
| (N)                  | Aufsteiger aus der V.League 2 2016: Hồ Chí Minh City FC |

## Torschützenliste
Bei gleicher Anzahl von Treffern sind die Spieler alphabetisch geordnet.
| Platz                  | Nat       | Spieler               | Mannschaft          | Tore |
| ---------------------- | --------- | --------------------- | ------------------- | ---- |
| 01                     | Vietnam   | Nguyễn Anh Đức        | Becamex Bình Dương  | 17   |
| 02                     | Russland  | Rod Dyachenko         | Hồ Chí Minh City FC | 16   |
|                        | Kamerun   | Christian Amougou     | Cần Thơ FC          | 16   |
| 04                     | Jamaika   | Errol Anthony Stevens | Hải Phòng FC        | 14   |
| 05                     | Brasilien | Claudecir             | Quảng Nam FC        | 12   |
|                        | Nigeria   | Uche Iheruome         | FC Thanh Hóa        | 12   |
| 07                     | Senegal   | Pape Omar Fayé        | FLC Thanh Hóa       | 11   |
|                        | Vietnam   | Hoàng Vũ Samson       | Hà Nội FC           | 11   |
|                        | Nigeria   | Ganiyu Oseni          | Hà Nội FC           | 11   |
| Stand: Ende der Saison |           |                       |                     |      |